# Macchia di Itigi-Sumbu
La macchia di Itigi-Sumbu è un'ecoregione dell'ecozona afrotropicale, definita dal WWF (codice ecoregione: AT0708), situata in Africa orientale, in due enclaves in Zambia e Tanzania.

## Territorio
È una piccola ecoregione di savana, molto poco studiata, che occupa una superficie totale di 7800 km² ripartiti in due enclaves separate: una nel centro della Tanzania, nei pressi della città di Itigi, e l'altra nello Zambia, tra i laghi Mweru Wantipa e Tanganica, presso la frontera con la Repubblica Democratica del Congo, nel cui territorio penetra per un breve tratto. Entrambe le enclaves sono contornate dai boschi di miombo dello Zambesi centrale. L'enclave tanzaniana confina inoltre, a sud-est, con la boscaglia e macchia di Acacia-Commiphora meridionale; quella dello Zambia confina ad est con il lago Tanganica e ad ovest con le praterie inondabili dello Zambesi, oltre che con il lago Mweru Wantipa. Il clima è caratterizzato da tre stagioni che si susseguono nel corso dell'anno: una stagione fresca e secca tra maggio e agosto, una stagione calda e secca tra agosto e novembre, e una stagione piovosa tra novembre e aprile. Le precipitazioni medie annue sono di circa 1400 mm nell'enclave dello Zambia, e di circa 500 mm in quella della Tanzania.

## Flora
La vegetazione caratteristica dell'ecoregione è una boscaglia impenetrabile totalmente differente dalle savane che la circondano. La flora è stata poco studiata, ma finora sono state identificate più di cento specie arboree, specialmente arbusti molto ramificati, senza spine, di altezza compresa tra i 3 e i 5 m. La maggior parte delle specie sono a foglia caduca.

## Fauna
Anche la fauna non è stata oggetto di studi approfonditi. Il rinoceronte nero (Diceros bicornis) è scomparso dall'ecoregione a causa del bracconaggio. Sono rimaste sparute popolazioni di elefante (Loxodonta africana) e bufalo cafro (Syncerus caffer). Tra i rettili vi sono tre specie endemiche: il serpente Letheobia gracilis, lo scinco Sepsina tetradactyla e la lucertola Latastia johnstonii.

## Conservazione
L'ecoregione è considerata in pericolo critico: la raccolta indiscriminata di legna da ardere sta facendo scomparire la vegetazione. È stato calcolato che, a causa dell'incremento della popolazione umana, ne vada distrutto un 3% ogni anno. Più della metà dell'ecoregione è stata convertita in terreni agricoli nel corso del XX secolo. Aree protette sono presenti solamente nell'enclave dello Zambia, dove si trovano il parco nazionale del Mweru Wantipa, la riserva di Tabwa e il parco nazionale di Sumbu.